# Aenictus gracilis
Aenictus gracilis este o specie de furnică militară brun-roșcată, răspândită în Borneo, Indonezia, Malaezia, Filipine, Bangladesh, India, Myanmar și Sri Lanka.